# Standard Oil Co. of New Jersey v. United States
Standard Oil Co. de New Jersey v. Estados Unidos, 221 US 1 (1911), fue un caso en el que el Corte Suprema de los Estados Unidos declaró culpable a Standard Oil Co. de Nueva Jersey de monopolizar la industria del petróleo a través de una serie de acciones abusivas y anticompetitivas. El remedio de la Corte fue dividir a Standard Oil en varias empresas geográficamente separadas y finalmente competidoras.

## Antecedentes
En la década de 1880, Standard Oil utilizaba su gran cuota de mercado de capacidad de refinación para comenzar a integrarse en la exploración petrolera y la distribución de petróleo crudo y en la distribución minorista de sus productos refinados en tiendas y, eventualmente, estaciones de servicio en todo Estados Unidos. Standard Oil supuestamente usó su tamaño y poder para socavar a los competidores de varias maneras que se consideraron "anticompetitivas", incluida la fijación de precios bajos y las amenazas a los proveedores y distribuidores que hicieran negocios con los competidores de Standard.
El gobierno intentó enjuiciar a Standard Oil en virtud de la Ley Sherman Antitrust. El problema principal ante el Tribunal era si estaba dentro del poder del Congreso evitar que una empresa adquiriera a muchas otras a través de medios que podrían haber sido considerados legales en el derecho común, pero que aún representaban una limitación significativa para la competencia por el mero y el poder de mercado, como lo implica la Ley Antitrust.
Durante un período de décadas, la Standard Oil Company de Nueva Jersey había comprado virtualmente todas las compañías de refinación de petróleo en los Estados Unidos. Inicialmente, el crecimiento de Standard Oil fue impulsado por la tecnología de refinación superior y la consistencia en los productos de queroseno (es decir, la estandarización de productos) que fueron el principal uso del aceite en las primeras décadas de la existencia de la empresa. La gerencia de Standard Oil reinvirtió sus ganancias en la adquisición de la mayor parte de la capacidad de refinación en el área de Cleveland, luego un centro de refinación de petróleo, hasta que Standard Oil controlara la capacidad de refinación de ese mercado clave de producción.
En 1870, Standard Oil producía aproximadamente el 10% de la producción estadounidense de petróleo refinado. Esto aumentó rápidamente al 20% mediante la eliminación de los competidores en el área de Cleveland.

## Juicio
Como en el caso contra American Tobacco Company, que se decidió el mismo día, el Tribunal concluyó que estos hechos estaban dentro del poder del Congreso para regular bajo la Cláusula de Comercio. El Tribunal reconoció que, "tomado literalmente", el término "restricción del comercio" podría referirse a cualquier cantidad de contratos normales o habituales que no dañen al público. El Tribunal se embarcó en una larga exégesis de las autoridades inglesas relevante al significado del término "restricción del comercio". Con base en esta revisión, el Tribunal concluyó que el término "restricción del comercio" se había referido a un contrato que resultó en "monopolio o sus consecuencias". El Tribunal identificó tres de esas consecuencias: precios más altos, producción reducida y calidad reducida.
El Tribunal concluyó que un contrato ofende a la Ley Sherman solo si el contrato restringió el comercio "indebidamente", es decir, si el contrato resultó en una de las tres consecuencias del monopolio que identificó el Tribunal. Un sentido más amplio, sugirió el Tribunal, prohibiría los contratos normales y habituales, y por lo tanto infringiría la libertad de contrato. El Tribunal respaldó la regla de la razón enunciada por William Howard Taft en Addyston Pipe and Steel Company v. Estados Unidos, escrito cuando este último había sido Juez Jefe del Tribunal de Apelaciones de los Estados Unidos para el Sexto Circuito. El Tribunal concluyó, sin embargo, que el comportamiento de la Standard Oil Company fue más allá de las limitaciones de esta regla.